# Gerd Kische
Gerd Kische (Teterow, 1951. október 23. –) olimpiai bajnok német labdarúgó.

## Pályafutása
1970-ben a Post Neubrandenburg, 1970 és 1982 között a Hansa Rostock, 1982–83-ban a TSG Bau Rostock labdarúgója volt. 1983–84-ben a Post Neubrandenburg csapatában fejezte be az aktív labdarúgást.
1970 és 1981 között 59 alkalommal szerepelt a keletnémet válogatottban. A válogatott tagjaként részt vett az 1974-es világbajnokságon és az 1976. évi nyári olimpiai játékokon. A montréali olimpián aranyérmes lett a csapattal.

## Sikerei, díjai
NDK
- Olimpiai bajnok (1): 1976